# Lorenzo Fieschi
Lorenzo Fieschi (ur. 21 maja 1642 w Genui, zm. 1 maja 1726 tamże) – włoski kardynał.

## Życiorys
Urodził się 21 maja 1642 roku w Genui, jako syn Innocenza Fieschiego i Giovanny Carmagnoli. Studiował na La Sapienzy, gdzie uzyskał doktorat utroque iure, a następnie został referendarzem Trybunału Obojga Sygnatur. 10 lipca 1690 roku został wybrany arcybiskupem Awinionu, a 24 września przyjął sakrę. Pięć lat później został asystentem Tronu Papieskiego. W 1705 roku został przeniesiony do archidiecezji Genui. 17 maja 1706 roku został kreowany kardynałem prezbiterem i otrzymał kościół tytularny Santa Maria della Pace. Zmarł 1 maja 1726 roku w Genui.